# Henryk Skorowski
Henryk Skorowski (ur. 27 stycznia 1950 w Rumi) – teolog polski, duchowny katolicki, salezjanin (SDB), profesor, rektor Uniwersytetu Kardynała Stefana Wyszyńskiego w latach 2010–2012.

## Salezjanin i duszpasterz
Pochodzi z rodziny robotniczej. Śluby wieczyste w zgromadzeniu salezjańskim złożył 13 czerwca 1974. 8 czerwca 1976 przyjął w Lublinie święcenia kapłańskie z rąk biskupa Czesława Lewandowskiego. Po święceniach pracował jako wikariusz parafii Szczaniec w diecezji gorzowskiej (1976–1977), następnie był wikariuszem i duszpasterzem akademickim w Płocku. W latach 1988–1994 pełnił funkcję zastępcy przełożonego, a od 1994 przełożonego domu zakonnego w Łomiankach. Był zastępcą redaktora naczelnego czasopism „Saeculum Christianum” i „Seminare”.

## Droga naukowa
Studiował na Katolickim Uniwersytecie Lubelskim, gdzie w 1976 uzyskał tytuł magistra teologii. W 1979 został magistrem teologii moralnej w Akademii Teologii Katolickiej w Warszawie. W 1982 obronił z tej dziedziny doktorat, również na ATK. Wykładał w Wyższym Seminarium Duchownym Salezjańskim w Lądzie nad Wartą, od 1984 prowadził zajęcia na ATK. W 1990 habilitował się z socjologii i chrześcijańskich nauk społecznych. Od 1993 był profesorem nadzwyczajnym ATK w Warszawie, kierował Katedrą Historii Doktryn Społecznych oraz Studium Caritas przy ATK, później został profesorem Uniwersytetu Kardynała Stefana Wyszyńskiego. Prowadził ponadto zajęcia w Akademii Obrony Narodowej w Rembertowie.
W 2001 otrzymał Złoty Krzyż Zasługi. 2 października 2009, za wybitne zasługi w działalności naukowo-dydaktycznej, za osiągnięcia w pracy duszpasterskiej został odznaczony Krzyżem Kawalerskim Orderu Odrodzenia Polski. W 2021 odznaczony Krzyżem Oficerskim tego Orderu.
Od 2010 do końca sierpnia 2012 pełnił funkcję rektora Uniwersytetu Kardynała Stefana Wyszyńskiego w Warszawie.
Był publicystą Radia Maryja.

## Publikacje
Zajmuje się socjologią, politologią i katolicką nauką społeczną. Na jego dorobek naukowy składa się 14 monografii, 250 artykułów naukowych i referaty, m.in.:
- Antropologiczno-etyczne aspekty regionalizmu (1990)
- Wokół początku życia i śmierci człowieka. Etyczne aspekty zapłodnienia in vitro i eutanazji (1990)
- Chrześcijańska interpretacja praw człowieka (1993)
- Być chrześcijaninem i obywatelem dziś. Refleksje o postawach etyczno-społecznych (1994)
- Z problematyki praw człowieka. Studium z katolickiej nauki społecznej (1995)

## Zainteresowania
Miłośnik kultury kaszubskiej i rodzinnej Rumi.